# Paul-Henry Chombart de Lauwe
Pour les articles homonymes, voir Chombart de Lauwe.
Paul-Henry Chombart de Lauwe, né le 4 août 1913 à Cambrai, mort le 30 janvier 1998 à Antony, est un sociologue, connu notamment comme l’un des précurseurs de la sociologie urbaine en France.

## Biographie
Fils de Henri, Louis, Marie Chombart de Lauwe (1865-1920), colonel d'infanterie, et de Marie (dite Miquette) Blanchemain (1878-1964), il est marié à Marie-José Chombart de Lauwe, née Wilborts, résistante et déportée, présidente de la Fondation pour la Mémoire de la Déportation.
Il fait des études de philosophie et obtient une licence puis étudie l'anthropologie avec Marcel Mauss ; il obtient un doctorat ès lettres ; il fait aussi des études à l'École nationale supérieure des beaux-arts, envisageant un moment de devenir sculpteur.
En 1935, il effectue un travail de terrain au Cameroun, après lequel il choisit définitivement les sciences humaines.
Après la défaite de 1940, il participe[Comment ?] à l'école des cadres d'Uriage de Dunoyer de Segonzac ; à la fin de 1942, il rejoint la Résistance et quitte la France en passant par l'Espagne. Il entre dans l'armée française de la Libération constituée en Afrique du Nord ; il sert comme lieutenant pilote au groupe de chasse 1/7. Il fait les campagnes d'Italie, des Vosges et d'Allemagne. À ce titre, il reçoit la Légion d'honneur et la Croix de guerre.
En 1945, il mène, au sein du Centre national de la recherche scientifique, ses premiers travaux sur l’espace urbanisé, en s’appuyant sur des prises de vue aériennes. Il publie un livre de photographies aériennes en 1948 : La découverte aérienne du monde. En 1949, il fonde le groupe d'ethnologie sociale et s’intéresse particulièrement au milieu ouvrier.
En 1952, le groupe publie un ouvrage sur Paris et son agglomération. De nombreuses enquêtes sociologiques aboutissent à la publication de la Vie quotidienne des familles ouvrières (1956). En 1959, le groupe devient le Centre d'ethnologie sociale, que Paul Henry Chombart de Lauwe dirige jusqu'en 1980.
Il entre à l’École pratique des hautes études en 1960, où il dirige un séminaire sur les transformations de la vie sociale et les processus d’interaction individus-groupes-société. Il y est directeur d'études. Après Mai 1968, il oriente ses recherches vers les mouvements sociaux et le rôle des intellectuels.
Il est enterré dans le cimetière de l'île de Bréhat.

## Ouvrages
- Pour retrouver la France, École nationale des cadres d'Uriage, coll. Le chef et ses jeunes no 6, 1941, 80 p
- La découverte aérienne du monde, Horizon de France, Paris, 1948, 413 p.
- Paris et l'agglomération parisienne. L'espace social dans une grande cité - Méthodes de recherches pour l'étude d'une grande cité, PUF, 1952.
- Les familles ouvrières en milieu urbain, 1956
- Familles et habitation (dir.), avec Françoise Fichey-Poitret, éd. du CNRS, 1959
- Des hommes et des villes, 1965
- Images de la femme dans la société, 1965
- Pour une sociologie des aspirations, 1969
- Aspirations et transformations sociales (dir.), Anthropos, Paris 1970
- La Culture et le pouvoir, 1975
- La Fin des villes : mythe ou réalité ?, 1982
- Transformations sociales et dynamique culturelle; 1981.
- La banlieue aujourd'hui; 1988.
- Chronique d'un pilote ordinaire, Editions du Félin, 2007